# Hipokalemie
Hipokalemia reprezintă diminuarea cantității de potasiu din sânge.